# Långholmens klippbad

Långholmens klippbad är ett strandbad på ön Långholmen i Stockholm. Badet ligger på Långholmens nordöstra sida vid Lusudden och kallas även Lusuddens klippbad.
| Vänstra bilden visar dam- och barnbadet vid Lusudden 1937, högra bilden visar samma plats på sommaren 2010 |  | Vänstra bilden visar dam- och barnbadet vid Lusudden 1937, högra bilden visar samma plats på sommaren 2010 |
| Vänstra bilden visar dam- och barnbadet vid Lusudden 1937, högra bilden visar samma plats på sommaren 2010 |  | |

I samband med att östra Långholmen skulle göras till folkpark i början på 1900-talet anlades ett strandbad på öns norra sida vid Lusudden. I juli 1916 skrev Stockholms-Tidningen en artikel om nedskräpning i parken, men artikeln handlade egentligen om ett polisingripande mot några unga män som hade badat nakna.  De hade även gått nakna omkring i parken och uppträtt opassande och förargat damer som var på utflykt i det gröna. Följden blev att tillkallad polis förbjöd allt friluftsbad på stranden. En annan följd blev även att man 1917 skapade två badplatser, strängt uppdelat på dambad (med barn) och herrbad. Dambadet fanns vid Lusudden och herrbadet på klipporna lite längre västerut. Man införde även krav på baddräkt. 
När Riddarfjärdens vatten på 1930-talet försämrades så mycket att det blev ohälsosamt att bada stängdes Långholmens badplatser. Först 1975 årertinvigdes klippbadet (för både damer och herrar) och nedanför Stora Henriksvik anlades på 1980-talet Långholmsbadet.